# Prangos ferulacea
Prangos ferulacea là một loài thực vật có hoa trong họ Hoa tán. Loài này được Lindl. miêu tả khoa học đầu tiên.

## Hình ảnh

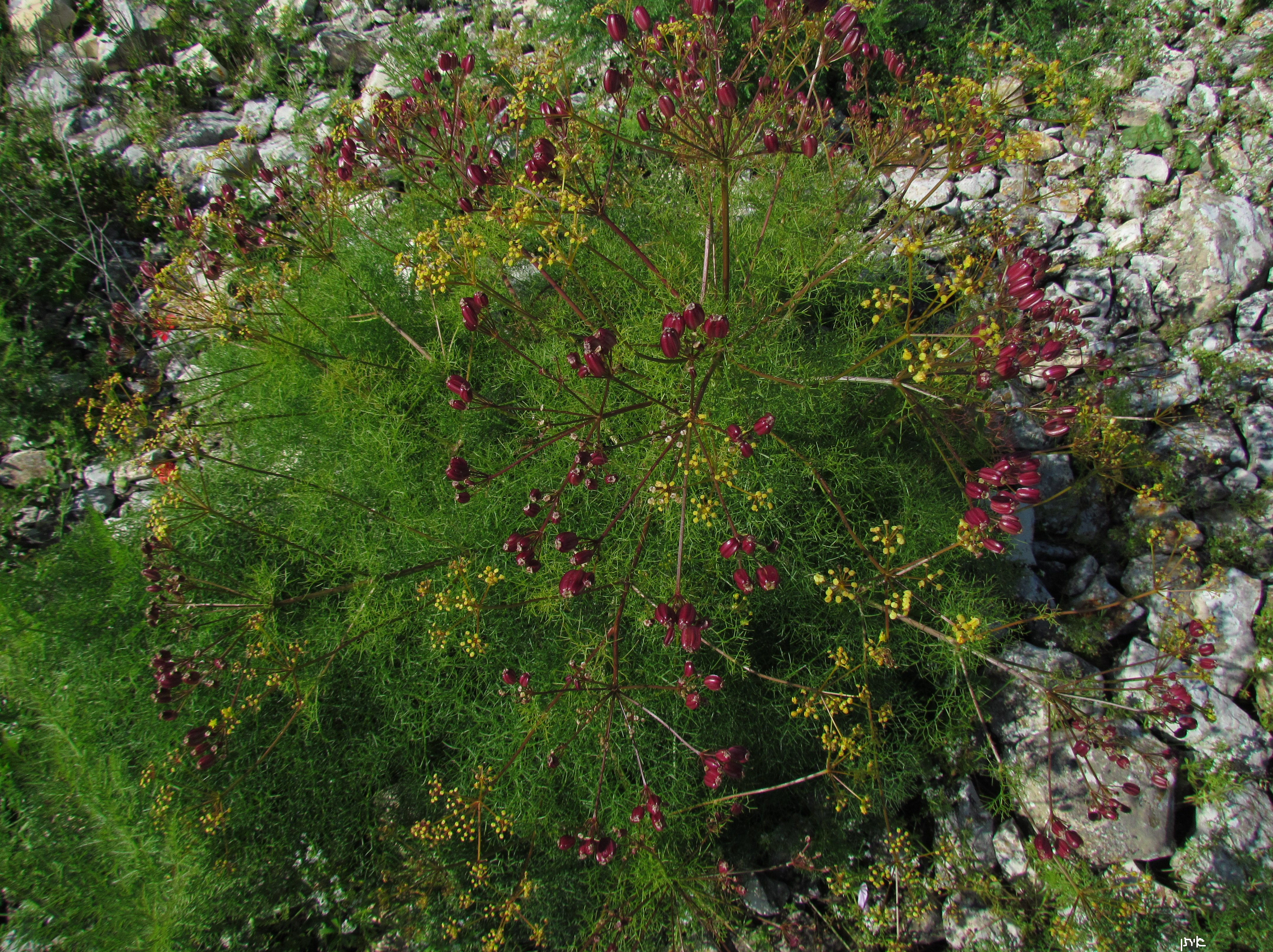